# Microtus guentheri
Microtus guentheri (полівка Ґюнтера) — вид гризунів родини Хом'якові (Cricetidae).

## Поширення
Країни поширення: Болгарія, Греція, Ізраїль, Ліван, Лівія, Північна Македонія, Хорватія, Чорногорія, Сербія, Сирія, Туреччина. У Лівії перебуває на висотах до 1500 м. У Європі записана від 150 м до 500 м над рівнем моря. Населяє сухі луки з рідкісною рослинністю на добре дренованих ґрунтах. До них належать як природні, так і техногенні місця проживання (наприклад сухі луки і пасовища)

## Загрози та охорона
Немає серйозних загроз для цього виду. Зустрічається в природоохоронних територіях.

## Ресурси Інтернету
- Amr, Z., Shenbrot, G., Hutterer, R., Amori, G., Kryštufek, B., Yigit, N., Mitsain, G. & Palomo, L.J. 2008. Microtus guentheri [Архівовано 10 листопада 2012 у Wayback Machine.]

| Панда | Це незавершена стаття з теріології. Ви можете допомогти проєкту, виправивши або дописавши її. |